# Brett Rumford
Brett Rumford (Perth, 27 juli 1977) is een Australische golfprofessional.
Rumford heeft zijn jeugd in Perth doorgebracht en is op 10-jarige leeftijd met golf begonnen.

## Amateur
In 1998 wint hij zowel het Australisch Amateur als het Lake Macquarie Amateur. Als amateur wint hij in 1999 ook het ANZ Players Championship. In 2000 wordt hij professional.

### Gewonnen
- 1998: Australisch Amateur, Lake Macquarie Amateur.
- 1999: ANZ Players Championship

## Professional
Sinds 2001 speelt Rumford op de Europese Tour. In 2003 won hij het Saint-Omer Open en in 2004 het Nissan Iers Open.
Op het Zwitsers Open in Crans behaalde Rumford in 2007 zijn derde overwinning op de Europese PGA Tour na een play-off tegen Phillip Archer. 
Later dat jaar kwalificeerde hij zich via de Tourschool voor het 2008 seizoen van de Amerikaanse PGA Tour. Hij eindigde op de 149ste plaats van de FedEx Cup ranking en keerde in 2009 terug naar de Europese Tour.

Het duurde zes jaar voordat hij zijn vierde overwinning behaalde, het Ballantine's Championship, weer na een play-off, die hij met een eagle won. Hij won meteen de week daarna ook het China Open.

### Gewonnen

#### Europese Tour
- 2003: Saint-Omer Open
- 2004: Nissan Iers Open
- 2007: European Masters po
- 2013: Ballantine's Championship po, China Open

#### Aziatische Tour
- 2013: Ballentine's Championship po

#### OneAsia Tour
- 2013: China Open